# Reinhard Keiser
Reinhard Keiser (døbt 12. januar 1674 i Teuchern – 12. september 1739 i Hamburg) var en tysk barokkomponist og operaproducent.

## Liv og gerning
Faderen, Gottfried Keiser, var organist i Teuchern fra 1671, men i 1674/75 forlod han familien og byen for ukendt mål, og moderen, Agnes Dorothee von Etzdorff, datter af en forarmet adelsmand, opfostrede sandsynligvis sine to sønner som enemor. Keiser fik fra 1685 en grundig musikalsk uddannelse ved den velrenommerede Thomasschule i Leipzig. Lærere var blandt andre Johann Schelle, sandsynligvis også efterfølgeren Johann Kuhnau, som var Johann Sebastian Bachs umiddelbare forgænger i kantorstillingen ved Thomasskolen.
I 1693 opførte Keiser sin antageligvis første opera Basilius in Arkadien i Braunschweig, og blev året efter udnævnt som Cammer-Componisten ved byens nye operahus. I 1697 slog han sig ned i Hamborg og opførte operaerne Mahumet II og Der geliebte Adonis på Oper am Gänsemarkt. Han ledede operahuset fra 1703 til 1709, og komponerede i denne periode de fleste af sine sceneværker. Keiser fik store økonomiske problemer; antagelig var hans egen livsstil medvirkende. Johann Mattheson kommenterede at Keiser optrådte «mere som en spradebasse end en musiker».
3. januar 1712 giftede Keiser sig med Barbara Oldenburg, en af tidens kendte sangerinder.
Af den nydannede Hamburgske opera – Hamburgische Staatsoper fra 1687, den første nationale tyske – gjorde han sig fortjent ved en række arbejder, der både i kvalitet og kvantitet talte betydeligt med, i alt ikke mindre end 116 . Blandt emnerne forekommer ved siden af de gængse mytologiske tillige lokalt hamburgske, som for eksempel Stortebecker und Goedje Michel, Die Hamburger Schlachtzeit etc. Hans lette temperament og de finansielle vanskeligheder operaen ikke undlod at berede ham, bragte ham til forskellige tider bort fra Hamburg. Operahuset gik konkurs i 1718, og de nye ejere opsagde Keiser fra stillingen som musikalsk leder. Fra sommeren 1719 til november 1720 var han i Stuttgart og medvirkede ved en række musikalske arrangementer, men ved hoffet i Württemberg foretrak man italienske musikere, og Keiser fik ikke fast stilling her.
I august 1721 vendte han tilbage til Hamborg, men efter nogle måneder rejste han videre til København, hvor han allerede i 1704 forgæves havde forsøgt at få status som adelig. I København komponerede han dels for operaen, dels for hoffet og blev belønnet med titel af kongelig dansk kapelmester, og han opførte operaen Ulysses. Et værk af ham Die königliche dänische kammermusik var planlagt, men nåede ikke at udkomme. Efter flere rejser frem og tilbage mellem København og Hamborg slog han sig ned i Hamborg i 1723. Her fortsatte han at skrive operaer for Gänsemarkt og dominerede spilleplanen sammen med den nye direktør, Georg Philipp Telemann. I 1728 blev han til sidst kantor i Hamborgs domkirke, og hans sene værker består derfor hovedsagelig af kirkemusik.
Foruden dramatisk musik og kammermusik komponerede Keiser en mængde kirkemusik, kantater og oratorier. Som komponist står han ved sin høje musikalske begavelse og så at sige uudtømmelige melodirigdom som en af de betydeligste for sin tid.

## Musik og betydning
Keiser udmærker sig med en frodig melodisk fantasi, og dristige orkestreringer og en alsidighed i udtryksformer som strækker sig fra forædlede slagermelodier til virtuose bravurarier med lange og komplekse koloraturer.
Operaen var Keisers foretrukne genre, men han skrev også franske balletter, kammermusik, kirkemusik, kantater og oratorier.
Keisers samtidige regnede ham som den mest betydelige tyske operakomponist omkring århundredskiftet 1600–1700. I Johann Matthesons musikerbiografi Grundlage einer Ehrenpforte (1740) omtales han som intet mindre end "der größeste Opern-Componist von der Welt" ("verdens største operakomponist").
Selv om Keiser ikke skabte nogen ny tysk national operaform, hævede han den tyske operakunst til et nyt og højere niveau. Så længe han var aktiv i Hamborg, var byen centrum for den tidlige tyske operakultur og et mål for kunstinteresserede tilrejsende. Ved siden af at pleje den hjemlige musiktradition, fulgte man nøje med i udviklingen indenfor italiensk og fransk opera, og var hurtige til at optage de nye tendenser i musikken.

## Minde
Keisers fødehus i Teuchern er indrettet som et museum til hans minde.

## Vigtige operaer
Hvis ikke andet er angivet, var uropførelserne i Hamborgs Oper am Gänsemarkt
- Basilius (Der königliche Schäfer oder Basilius in Arkadien) (sandsynligvis Braunschweig, 1693)
- Cephalus und Procris (Braunschweig, 1694)
- Der geliebte Adonis (1697)[3]
- Janus (Der bei dem allgemeinen Welt-Frieden von dem Großen Augustus geschlossene Tempel des Janus) (1698)
- Iphigenia (Die wunderbar errettete Iphigenia) (1699)
- Herkules und Hebe (Die Verbindung des großen Herkules mit der schönen Hebe) (1699)
- La forza della virtù oder Die Macht der Tugend (1700)
- Störtebeker und Jödge Michels (2 seksjoner, 1701)
- Die sterbende Eurydice oder Orpheus (2 sektioner, 1702)
- Claudius (opført tidlig i 1703)[4]
- Nebukadnezar, König zu Babylon (opsat under operasæsonen 1703-04)[4]
- Salomon (opført under operasæsongen 1703-04)[4]
- Almira (Weissenfels, juli 1704)[4]
- Octavia (opført i august 1705)[5]
- Die kleinmütige Selbst-Mörderin Lucretia oder Die Staats-Torheit des Brutus (1705)
- Masagniello (1706)
- Der angenehme Betrug (1707)
- La forza dell'amore oder Die von Paris entführte Helena (1709)
- Desiderius, König der Langobarden (1709)
- Der durch den Fall des großen Pompejus erhöhete Julius Caesar (1710)
- Der hochmütige, gestürzte und wieder erhabene Croesus (1710, revideret version 1730)
- L'inganno fedele oder Der getreue Betrug (1714)
- Fredegunda (opera) (1715)[6]
- L'Amore verso la patria oder Der sterbende Cato (1715)
- Das zerstörte Troja oder Der durch den Tod Helenens versöhnte Achilles (1716)
- Die großmütige Tomyris (1717)
- Jobates und Bellerophon (1717)
- Ulysses (København 1722)
- Bretislaus oder Die siegende Beständigkeit (1725)
- Der lächerliche Printz Jodelet (opera) (1726)
- Lucius Verus oder Die siegende Treue (1728)